# میگوی اسکلتی خطی
میگوی اسکلتی خطی (نام علمی: Caprella linearis) نام یک گونه از خانواده میگوهای اسکلتی است.
این جاندار رنگارنگ که ساکن اعماق اقیانوس است، جزئی از گروه سخت‌پوستان به‌شمار می‌آید. این موجود با استفاده از پاهای بلند و خاردار به جلبک‌ها و سایر جانداران دریایی بزرگتر می‌چسبد، البته دو پای جلویی برای دفاع، تمیز کردن پوسته و شکار نیز مورد استفاده قرار می‌گیرند.
انواع مختلفی از این آب‌زی در اقیانوس زندگی می‌کنند که برخی از آنها ساکن بخش‌های بسیار عمیقی از آن هستند. این سخت‌پوست هم مانند سایر سخت‌پوستان در طول رشد به دفعات پوست‌اندازی می‌کند. لقاح باید بلافاصله پس از پوست‌اندازی صورت بگیرد و پس از آن تخم‌ها توسط خرچنگ ماده حمل شوند تا در نهایت نسل جدیدی از این آب‌زی متولد شود.